# 완적

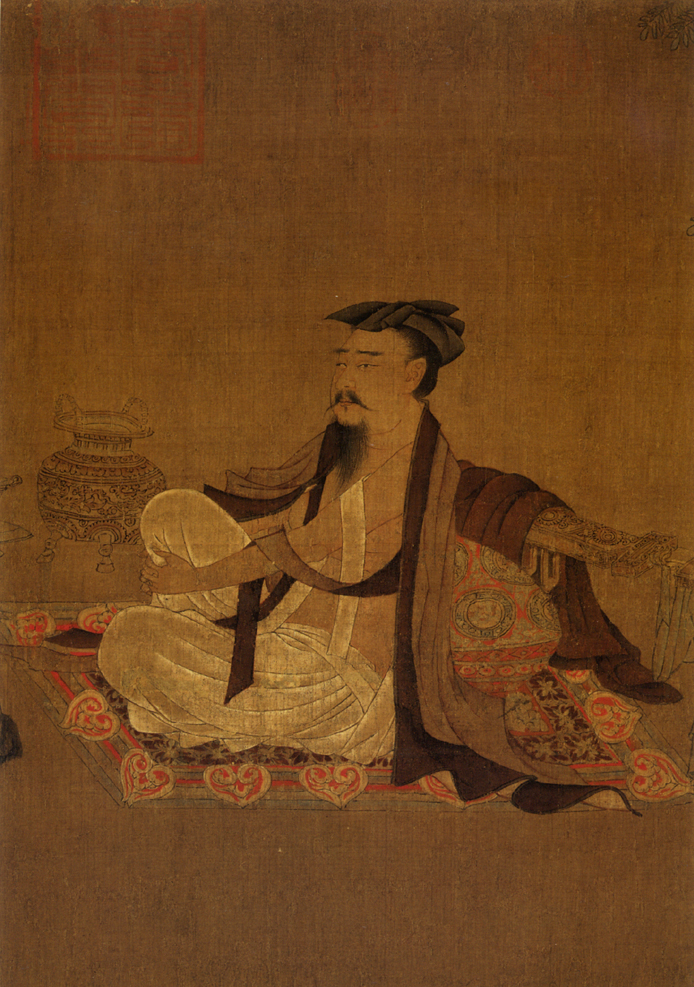
완적

완적(阮籍, 210년 ~ 263년)은 중국 삼국 시대 위나라 말의 시인이며, 자는 사종(嗣宗)이고, 진류(陳留) 사람이다.

## 행적
혜강과 함께 죽림칠현의 중심인물이었다. 부친인 완우는 조조를 섬긴 건안칠자의 한 사람이었다.
완적은 혜강의 형인 혜희에 대해서는 아첨하는 선비에 대한 백안(白眼)으로 대했으나, 아우인 혜강에게는 청안(靑眼)으로 대하여, 여기서 죽림 교유의 중핵이 이루어진다. 원래 제세(濟世)의 뜻이 있었다고 하는 그의 유가식 지조는, 위진 사이를 전변(轉變)하는 경박한 군자들을 외면하려는 도가식 ‘과장 언사’로서 자기도회하려고 했다. 〈도덕론(道德論)〉, 〈통로론(通老論)〉, 〈달장론(達莊論)〉이나 〈대인선생전(大人先生傳)〉 등의 노장(老莊)의 세계를 그린 것이 그것이다. 또한 감음을 일삼고, 차바퀴가 다하는 곳에서 통곡했다고 하는 완적의 심정은 〈영회(詠懷)〉에서 볼 수 있다. 5언시 82수의 이 연작은 미인을 찾아서 원유하면서도 옛 고향을 생각하는 굴원의 《초사》의 세계와 유사하나, 보다 개인의 감회로 가는 경향이 강하다. 이 연작 오언시 전통은 진말송초의 도잠이 지은 〈음주(飮酒)〉 20수, 남북조시대의 유신(庾信)이 지은 〈의영회(擬詠懷)〉 27수, 초당(初唐) 시기의 진자앙(陳子昻)이 지은 〈감우(感遇)〉 38수, 성당(盛唐) 시기의 이백이 지은 〈고풍(古風)〉 59수 등으로 이어졌으며, 중국 사인(士人)에게 자기표현의 한 형태를 제시했다.

## 전기 자료
- 《삼국지》 권21, 〈위서〉21, 왕찬전 주석
- 《진서》 권49, 〈열전〉19, 완적

## 서지 사항
- 심규호 옮김, 《완적집》, 동문선, 2012년 6월 20일

## 참고 문헌
- 이 문서에는 다음커뮤니케이션(현 카카오)에서 GFDL 또는 CC-SA 라이선스로 배포한 글로벌 세계대백과사전의 내용을 기초로 작성된 글이 포함되어 있습니다.